# Wapen van Bloois

Wapen van Bloois

Het wapen van Bloois werd op 31 juli 1817 bevestigd door de Hoge Raad van Adel nadat de Zeeuwse gemeente Bloois opgeheven was in 1815. Bloois ging toen op in gemeente Bommenede; deze werd in 1866 bij de gemeente Zonnemaire gevoegd. Sinds 1997 is het grondgebied van Bloois onderdeel van gemeente Schouwen-Duiveland.

## Blazoenering
De blazoenering van het wapen luidde als volgt:
In zilver een schuinkruis, geschaakt van keel en zilver van 2 rijen en op de kruising der balken een schildje van zilver beladen met een leeuw van keel.
De heraldische kleuren zijn zilver (wit) en keel (rood). Overigens geeft de Hoge Raad van Adel in het register zelf geen beschrijving van het wapen, maar slechts een afbeelding. Hoewel de wapenbeschrijving te vinden is bij gemeente Bommenede, wordt het in het register wel genoemd als zijnde het wapen van Bloijs.

## Verklaring
Deze leeuw is ontleend aan het wapen van Holland. Bloois behoorde tot 1687 bij Holland. De herkomst van de kruis is niet bekend. Wel komt het wapen al in de 17e eeuw voor als heerlijkheidswapen voor.
Een andere omschrijving van het wapen meldt een schild van zilver met twee kruislingse molenwieken, bezet met rode en witte ruiten met een hartschild van goud bezet met een leeuw van sabel.

## Verwante wapens

Hollandse Leeuw in het wapen van de graven van Holland

Aagtekerke
· Aardenburg
· Arnemuiden
· Axel
· Baarland
· Bath
· Biervliet
· Biggekerke
· Bloois
· Bommenede
· Borssele
· Boschkapelle
· Botland
· Breskens
· Brigdamme
· Brijdorpe
· Brouwershaven
· Bruinisse
· Burgh
· Buttinge
· Cadzand
· Clinge
· Colijnsplaat
· Domburg
· Dreischor
· Driewegen
· Duiveland
· Duivendijke
· Elkerzee
· Ellemeet
· Ellewoutsdijk
· Eversdijk
· Gapinge
· Graauw en Langendam
· 's-Gravenpolder
· Grijpskerke
· Groede
· Haamstede
· 's-Heer Abtskerke
· 's-Heer Arendskerke
· 's-Heer Hendrikskinderen
· 's-Heerenhoek
· Heille
· Heinkenszand
· Hengstdijk
· Hoedekenskerke
· Hoek
· Hontenisse
· Hoofdplaat
· Hoogelande
· IJzendijke
· Kapelle
· Kats
· Kattendijke
· Kerkwerve
· Klaaskinderkerke
· Kleverskerke
· Kloetinge
· Koewacht
· Kortgene
· Koudekerke
· Krabbendijke
· Kruiningen
· Looperskapelle
· Maire
· Mariekerke
· Meliskerke
· Middenschouwen
· Nieuw- en Sint Joosland
· Nieuwerkerk
· Nieuwerkerke
· Nieuwlande
· Nieuwvliet
· Nisse
· Noordgouwe
· Noordwelle
· Oostburg
· Oosterland
· Oostkapelle
· Oost-Souburg
· Oost- en West-Souburg
· Ossenisse
· Oud-Vossemeer
· Oudelande
· Ouwerkerk
· Overslag
· Ovezande
· Philippine
· Poortvliet
· Renesse
· Rengerskerke en Zuidland
· Retranchement
· Rilland
· Rilland-Bath
· Ritthem
· Sas van Gent
· Scherpenisse
· Schoondijke
· Schore
· Serooskerke (Schouwen-Duiveland)
· Serooskerke (Veere)
· Sinoutskerke en Baarsdorp
· Sint Anna ter Muiden
· Sint-Annaland
· Sint Jansteen
· Sint Kruis
· Sint Laurens
· Sint-Maartensdijk
· Sint Philipsland
· Sirjansland
· Sluis
· Sluis-Aardenburg
· Stavenisse
· Stoppeldijk
· Valkenisse (Walcheren)
· Valkenisse (Zuid-Beveland)
· Vogelwaarde
· Vrouwenpolder
· Waarde
· Waterlandkerkje
· Wemeldinge
· West-Souburg
· Westdorpe
· Westenschouwen
· Westerschouwen
· Westkapelle
· Westkapelle-Buiten en Sirpoppekerke
· Westkerke
· Wissekerke
· Wissenkerke
· Wolphaartsdijk
· Yerseke
· Zaamslag
· Zierikzee
· Zonnemaire
· Zoutelande
· Zuiddorpe
· Zuidzande
· Zwake

Dorpswapens: Geersdijk
· Hansweert
· Kamperland